# کیریاکوس میتسوتاکیس
کیریاکوس میتسوتاکیس (یونانی: Κυριάκος Μητσοτάκης؛ زادهٔ ۴ مارس ۱۹۶۸) سیاست‌مدار اهل یونان و نخست‌وزیر این کشور است. میتسوتاکیس از ۲۰۱۶ رهبر حزب دموکراسی نوین است که از ۸ ژوئیه ۲۰۱۶ تا ۸ ژوئیه ۲۰۱۹ در موضع اپوزیسیون دولت آلکسیس سیپراس قرار داشت. اضافه بر این میتسوتاکیس پیش از این از سال ۲۰۱۳ تا ۲۰۱۹ در موضع وزیر اصلاحات خدمت کرد و از ۷ ژوئیه ۲۰۰۴از حوزه آتن B عضو مجلس یونان شد. حزب وی در انتخابات مجلس یونان (۲۰۱۹) با کسب ۱۵۸ کرسی و اکثریت را از آن خود کرد و به تنهایی قادر به تشکیل دولت جدید یونان است. او پسر کنستانتین میتسوتاکیس نخست‌وزیر سابق یونان است. پدر وی در روز برگزیده شدن وی به صدارت حزب دموکراسی نوین یونان که پیشتر صدارت آن را کوتیس هاتزیداکیس بر عهده داشت در سن ۹۸ سالگی در آتن درگذشت.

## نخست‌وزیر یونان
حزب دموکراسی نوین در انتخابات مجلس یونان (۲۰۱۹) با اکثریت قاطع به پیروزی دست یافت، ۳۹٫۸۵ درصد آرا را کسب کرد و ۱۵۸ کرسی پارلمان یونان را به دست آورد. در ۸ ژوئیهٔ ۲۰۱۹، پروکوپیس پاولوپولوس، رئیس‌جمهور یونان، استعفای آلکسیس سیپراس را پذیرفت و اجازهٔ تشکیل دولت را به میتسوتاکیس اعطا کرد. میتسوتاکیس در همین روز به‌عنوان نخست‌وزیر سوگند یاد کرد.

## زندگی
کیریاکوس میتسوتاکیس متولد آتن، پدرش کنستانتین میتسوتاکیس نخست‌وزیر سابق و مادرش ماریکا است. در هنگام تولد، خانواده‌اش توسط دیکتاتوری نظامی یونان به عنوان عنصر نامطلوب تحت بازداشت خانگی قرار گرفتند و در شب کودتا پدر وی به زندان انداخته شد. در سال ۱۹۶۸ کنستانتین میتسوتاکیس با کمک احسان صبری چالی آنگیل وزیر امور خارجه ترکیه درحالیکه کیریاکوس میتسوتاکیس تنها یک سال داشت به ترکیه گریخت، وی پس از مدت کوتاهی به فرانسه رفت و تنها بعد از سرنگونی حکومت دیکتاتوری به یونان بازگشت. کیریاکوس شش ماه اول زندگی خود را زندانی سیاسی به حساب می‌آورد. وی در سال ۱۹۸۶ از کالج آتن دانش‌آموخته شد و از سال ۱۹۸۶ تا ۱۹۹۰ به دانشگاه هاروارد رفت و مدرک کارشناسی خود در رشتهٔ علوم اجتماعی را گرفت و در کارشناسی ارشد خود را در رشتهٔ روابط بین‌الملل از دانشگاه استنفورد اخذ کرد. در سال‌های ۱۹۹۳ تا ۱۹۹۵ وارد مدرسه کسب‌وکار هاروارد شد و موفق به اخذ مدرک مدیریت ارشد کسب‌وکار گردید.

## فعالیت حرفه‌ای
کیریاکوس میتسوتاکیس از سال ۱۹۹۰ تا ۱۹۹۱ تحلیلگر امور مالی شرکت چیس بانک لندن بود و از سال ۱۹۹۱ تا ۱۹۹۲ به یونان بازگشت و دورهٔ خدمت ملی خود را در نیروی هوایی یونان گذراند. وی بعد از تحصیلات در شرکت مخابرات، خدمات مالی، خدمات مالی، سرمایه‌گذاری خصوصی و آلفا بانک و همچنین در موضع مدیر بانک مرکزی یونان و مدیرعامل اجرایی را تا سال ۲۰۰۳ برعهده داشت. از ژانویهٔ ۲۰۰۳ توسط مجمع جهانی اقتصاد نامزد ریاست این مجمع شد.

## فعالیت‌های سیاسی
در انتخابات مجلس یونان ۲۰۰۰، میتسوتاکیس برای کمپین دموکراسی نوین کار می‌کرد. در سال ۲۰۰۴ از حوزه آتن B منتخب مجلس نمایندگان شدو با کسب آرای بیشتری به‌عنوان کاندید حزب دموکراسی نوین عضو مجلس نمایندگان یونان شد.